# John Vaudain Creely
John Vaudain Creely (* 14. November 1839 in Philadelphia, Pennsylvania; † unbekannt, verschwunden 1873, am 28. September 1900 für tot erklärt) war ein US-amerikanischer Politiker. Zwischen 1871 und 1873 vertrat er den Bundesstaat Pennsylvania im US-Repräsentantenhaus.

## Werdegang
John Creely genoss eine klassische Schulausbildung. Nach einem anschließenden Jurastudium und seiner 1862 erfolgten Zulassung als Rechtsanwalt begann er in Philadelphia in diesem Beruf zu arbeiten. Während des Bürgerkrieges diente er als Artillerieoffizier im Heer der Union. Vier Jahre lang saß er im Stadtrat von Philadelphia.
Bei den Kongresswahlen des Jahres 1870 wurde Creely als unabhängiger Republikaner im zweiten Wahlbezirk von Pennsylvania in das US-Repräsentantenhaus in Washington, D.C. gewählt, wo er am 4. März 1871 die Nachfolge von Charles O’Neill antrat. Noch vor dem Ende seiner Legislaturperiode am 3. März 1873 verschwand er auf mysteriöse Weise. Er wurde nie wieder gesehen. Auf Antrag seiner Schwester Adelaide wurde er am 28. September 1900 offiziell für tot erklärt.